# Monte Santo de Minas (ort)
Monte Santo de Minas är en ort i Brasilien.   Den ligger i kommunen Monte Santo de Minas och delstaten Minas Gerais, i den sydöstra delen av landet, 600 km söder om huvudstaden Brasília. Monte Santo de Minas ligger 893 meter över havet och antalet invånare är 16 617.
Terrängen runt Monte Santo de Minas är kuperad åt nordväst, men åt sydost är den platt. Terrängen runt Monte Santo de Minas sluttar söderut. Det finns inga andra samhällen i närheten.
Omgivningarna runt Monte Santo de Minas är huvudsakligen savann. Runt Monte Santo de Minas är det ganska glesbefolkat, med 39 invånare per kvadratkilometer.